# وليم إف. وو
وليم إف. وو (بالإنجليزية: William F. Wu)‏ (13 مارس 1951، كانساس سيتي في الولايات المتحدة)؛ روائي أمريكي. درس في جامعة ميشيغان.